# Pont d'Azito
Le pont d'Azito est un pont à péage planifié à Abidjan, dont la première pierre a été posée le 12 juin 2008. Depuis, son chantier n’a jamais vraiment démarré, avant que son dossier ait été repris et remanié entre 2012 et 2014. Devant relier la commune de Yopougon à l'île Boulay, l'enjeu principal est de désenclaver cette dernière afin de permettre une extension majeure du port autonome d'Abidjan et la valorisation de cette île au milieu de la lagune Ébrié.

## Construction
Tache, d'une longueur de 969,10 mètre entre entraxe des coulées comprend 22 travées indépendantes isostatiques dont 20 travées intermédiaires de 44,10 mètres de portée et 2 travées de rives de 43,55 mètres. Il sera donné la possibilité aux entreprises soumissionnaires pour les ouvrages de construction du pont, de proposer une variante.
Les voies d'accès aux travaux seront bitumées et auront une plate-forme de 12 mètre composée de deux accotements de 2 mètre et d'une chaussée de 2 X 3,7 mètre 
La longueur totale des voies d'accès du pont sera de 843 mètres dont 443 mètres côtés île Boulay et 400 mètres coté Abidjan. La surface de la zone de péage est de 1,224 M2, soit une longueur de 51 m sur une largeur totale de 24 mètres avec des voies de stationnement d'une largeur de trois mètres chacune, séparée par des îlots directionnels de 2,05 m de large chacun et 17 m de long  

L'ensemble de la construction est estimé initialement à un cout total de près de 25 milliards de francs CFA (39 millions d'euros), financés via un partenariat public-privé entre l’État ivoirien et de nombreux partenaires internationaux (BOAD, BIDC).   